# 片倉誠也
片倉 誠也（かたくら せいや、1998年12月5日 - ）は、栃木県宇都宮市出身のサッカー選手。関東サッカーリーグ2部・アヴェントゥーラ川口所属。ポジションはディフェンダー。

## 来歴
鹿島学園高等学校を経て、城西大学に入学。高校時代は上田綺世と同級生であった。
2020年12月4日、2021年からのツエーゲン金沢への加入内定が発表された。また城西大学サッカー部初のJリーガーとなった。
2021年10月30日に負傷。右膝外側半月板断裂で全治まで約5か月の診断を受けた。
2022年シーズンは、リーグ戦1試合しか出場機会はなく、同年10月21日、最終戦を前に契約の満了と契約更新しない旨の発表が行われた。同年11月28日、カンセキスタジアムとちぎで行われたJリーグ合同トライアウトに出場した。
2022年12月29日、関東サッカーリーグ2部に所属するアヴェントゥーラ川口への移籍が発表された。

## 所属クラブ
- FCアネーロ宇都宮
- 鹿島学園高等学校
- 2017年 - 2020年 城西大学
- 2021年 - 2022年  ツエーゲン金沢
- 2023年 -  アヴェントゥーラ川口

## 個人成績
| 国内大会個人成績 | 国内大会個人成績 | 国内大会個人成績 | 国内大会個人成績 | 国内大会個人成績 | 国内大会個人成績 | 国内大会個人成績 | 国内大会個人成績 | 国内大会個人成績 | 国内大会個人成績 | 国内大会個人成績 | 国内大会個人成績 |
| 年度             | クラブ           | 背番号           | リーグ           | リーグ戦         | リーグ戦         | リーグ杯         | リーグ杯         | オープン杯       | オープン杯       | 期間通算         | 期間通算         |
| 年度             | クラブ           | 背番号           | リーグ           | 出場             | 得点             | 出場             | 得点             | 出場             | 得点             | 出場             | 得点             |
| 日本             | 日本             | 日本             | 日本             | リーグ戦         | リーグ戦         | リーグ杯         | リーグ杯         | 天皇杯           | 天皇杯           | 期間通算         | 期間通算         |
| ---------------- | ---------------- | ---------------- | ---------------- | ---------------- | ---------------- | ---------------- | ---------------- | ---------------- | ---------------- | ---------------- | ---------------- |
| 2021             | 金沢             | 24               | J2               | 8                | 0                | -                | -                | 1                | 0                | 9                | 0                |
| 2022             | 金沢             | 24               | J2               | 1                | 0                | -                | -                | 1                | 0                | 2                | 0                |
| 通算             | 日本             | 日本             | J2               | 9                | 0                | -                | -                | 2                | 0                | 11               | 0                |
| 総通算           | 総通算           | 総通算           | 総通算           | 9                | 0                | -                | -                | 2                | 0                | 11               | 0                |